# Hinshelwood (Mondkrater)
Hinshelwood ist ein kleiner Einschlagkrater auf dem Mond nahe dem Mondnordpol. Er berührt den nordwestlichen Rand des stark erodierten Walls von Peary. 
Der Nordrand des Kraters hat den Breitengrad 89,64°, das heißt der Winkelabstand zum Nordpol liegt bei 0,36°, was einer Entfernung von rund 10 km entspricht. Das Innere des Kraters liegt immer im Schatten.
Der Krater wurde 2009 von der IAU offiziell nach dem britischen Chemiker Cyril Norman Hinshelwood benannt.